# Roda de Berà
Roda de Berà è un comune spagnolo di 3 639 abitanti situato nella comunità autonoma della Catalogna.